# Roberto Corrêa (músico)
Roberto Corrêa Joaquim Maria (Rio de Janeiro, 2 de julho de 1940 — Rio de Janeiro, 26 de novembro de 2016) foi um cantor e compositor brasileiro. 

## Carreira
Em 1958 iniciou sua carreira profissional integrando a banda Golden Boys, ao lado dos irmãos Ronaldo e Renato e com o amigo de escola, carinhosamente chamado de primo, Valdir Anunciação, como uma versão brasileira do conjunto americano The Platters.